# Marko Myyry
Marko Olavi Myyry (Kerava, 15 september 1967) is een voormalig profvoetballer uit Finland, die speelde als middenvelder gedurende zijn carrière. Hij stond onder meer onder contract bij KSC Lokeren en SV Meppen, en werd eenmaal (1991) uitgeroepen tot Fins voetballer van het jaar.

## Interlandcarrière
Myyry kwam zestig keer uit voor de nationale ploeg van Finland in de periode 1986–1997, en scoorde tweemaal voor zijn vaderland. Hij maakte zijn officieuze debuut onder leiding van bondscoach Jukka Vakkila op 5 augustus 1986 in de vriendschappelijke wedstrijd tegen Zweden (3-1 nederlaag) in Lisalmi, net als Petri Sulonen, Tuomo Pasanen, Juha Laaksonen, Petter Setälä, Jari Rinne, Erik Holmgren, Markku Kanerva en Reijo Vuorinen.